# Acquisition
Acquisition is de achttiende aflevering van de serie Star Trek: Enterprise van 97 in totaal.

## Verloop van de aflevering in hoofdlijnen
De bemanning van de USS Enterprise NX-01 zijn allen (op Charles "Trip" Tucker III na) bewusteloos. Een aantal Ferengi heeft het schip weten te enteren door middel van een gas. Tucker, die in een decontaminatieruimte zat, raakte niet bewusteloos door het gas en breekt uit de ruimte. Ondertussen vervoeren de Ferengi alles van enige waarde naar hun schip. Alle vrouwelijke bemanningsleden en Jonathan Archer worden in een lanceerbaai gelegd, waarna ze de kapitein bijbrengen. Hij moet zeggen waar de kluis met waardevolle spullen zich bevindt (duidelijk niet wetende dat die niet bestaat). Archer doet net alsof er inderdaad een kluis is, om zo meer tijd te hebben naar een oplossing te zoen met Tucker, die hij al had zien staan.
Later weet Tucker T'Pol wakker te krijgen. Gedrieën krijgen ze het voor elkaar de ietwat naïeve Ferengi te slim af te zijn, door ze via een vreselijke omweg naar de zogenaamde kluis te leiden waar zich in werkelijkheid een gewapende T'Pol bevindt. Als het viertal zich over moet geven krijgen ze de opdracht alle gestolen goederen weer uit te laden en te vertrekken van de Enterprise. Dat gebeurt, waarna de meest onderdrukte Ferengi van het viertal de leiding overneemt en wegvliegt van de Enterprise.

## Achtergrondinformatie
- Ethan Phillips (Neelix bij Star Trek Voyager en Jeffrey Combs (o.m. Shran en Weyoun) speelden beiden een (grote) rol in deze aflevering.
- De naam van het ras (Ferengi) wordt in de gehele aflevering niet genoemd. Het officiële eerste contact tussen mensen en Ferengi vindt plaats in de 24e eeuw. Hetzelfde geldt voor de aflevering Regeneration, waarin de Borg een belangrijke rol spelen zonder ook bij naam genoemd te worden.

## Acteurs

### Hoofdrollen
- Scott Bakula als kapitein Jonathan Archer
- John Billingsley als dokter Phlox
- Jolene Blalock als overste T'Pol
- Dominic Keating als luitenant Malcolm Reed
- Anthony Montgomery als vaandrig Travis Mayweather
- Linda Park als vaandrig Hoshi Sato
- Connor Trinneer als overste Charles "Trip" Tucker III

### Gastacteurs
- Jeffrey Combs als Krem
- Clint Howard als Muk
- Matt Malloy als Grish
- Ethan Phillips als Ulis

#### Bijrollen die niet in de aftiteling vermeld zijn
- Solomon Burke junior als bemanningslid Billy
- Cecilia Conn als een bemanningslid van de Enterprise
- Amy Kate Connolly als een bemanningslid van de Enterprise
- Mark Correy als bemanningslid Alex
- Stacy Fouche als een bemanningslid van de Enterprise
- Hilde Garcia als bemanningslid Rossi
- Glen Hambly als een bemanningslid van de Enterprise
- Bryan Heiberg als een bemanningslid van de Enterprise
- Aldric Horton als een bemanningslid van de Enterprise
- Cheri Isabella als een bemanningslid van de Enterprise
- John Jurgens als een bemanningslid van de Enterprise
- Martin Ko als een bemanningslid van de Enterprise
- Bobby Pappas als een bemanningslid van de Enterprise
- Monica Parrett als een bemanningslid van de Enterprise
- Thelma Tyrell als een bemanningslid van de Enterprise
- Cynthia Uhrich als een bemanningslid van de Enterprise
- Gary Weeks als een bemanningslid van de Enterprise
- Todd Wieland als een bemanningslid van de Enterprise
- Prada as Porthos